# Alpha Records
Alpha Records var ett svenskt skivbolag grundat av Benny Hedlund och Sanji Tandan runt 1984. Några tidigt anslutna artister var West inc, Style, Shanghai, Sound of Music, Easy Action och Niclas Wahlgren. Trots framgångsrika namn som Tommy Nilsson, Lars Demian och Glory försvann skivbolaget lika snabbt som vinylen runt 1993.